# Liste der Kulturdenkmäler in Großbundenbach
In der Liste der Kulturdenkmäler in Großbundenbach sind alle Kulturdenkmäler der rheinland-pfälzischen Ortsgemeinde Großbundenbach aufgeführt. Grundlage ist die Denkmalliste des Landes Rheinland-Pfalz (Stand: 31. August 2023).

## Einzeldenkmäler
| Bezeichnung              | Lage                                   | Baujahr                            | Beschreibung                                                                                                 | Bild                           |
| ------------------------ | -------------------------------------- | ---------------------------------- | --- | ------------------------------ |
| Quereinhaus              | Frühlingstraße 24 Lage                 | um 1900                            | Quereinhaus, um 1900                                                                                         | BW                             |
| Quereinhaus              | Hauptstraße 9 Lage                     | 1914                               | eingeschossiges Quereinhaus, 1914                                                                            | BW                             |
| Quereinhaus              | Hauptstraße 11 Lage                    | 1902                               | eingeschossiges Quereinhaus, bezeichnet 1902                                                                 | BW                             |
| Evangelische Pfarrkirche | Hauptstraße 15 Lage                    | um 1200                            | dreischiffige Halle, erste Hälfte des 14. Jahrhunderts, Chorturm um 1200; Kirchhof mit alter Umfassungsmauer | weitere Bilder Fotos hochladen |
| Quereinhaus              | Hauptstraße 48 Lage                    | 1880                               | Quereinhaus, bezeichnet 1880                                                                                 | BW                             |
| Quereinhaus              | Hauptstraße 54 Lage                    | um 1900                            | Quereinhaus, um 1900                                                                                         | BW                             |
| Evangelisches Pfarrhaus  | Kirchstraße 3 Lage                     | 1786                               | fünfachsiger Krüppelwalmdachbau, 1786                                                                        | BW                             |
| Quereinhaus              | Schulstraße 2 Lage                     | um 1900                            | Quereinhaus, um 1900                                                                                         | BW                             |
| Quereinhaus              | Schulstraße 5 Lage                     | um 1800                            | eingeschossiges Quereinhaus, um 1800, Wohnteil bezeichnet 1891                                               | BW                             |
| Brücke                   | südwestlich des Ortes an der K 63 Lage | zweite Hälfte des 19. Jahrhunderts | Straßenbrücke über den Bundenbach; einbogig, aus Rotsandstein, zweite Hälfte des 19. Jahrhunderts            | BW                             |
| Burgruine Bundenbach     | westlich des Ortes im Welgesgrund Lage | 15. oder 16. Jahrhundert           | Halsgraben und zweigeschossige Mauerecke erhalten, Sandsteinquader, 15. oder 16. Jahrhundert                 | BW                             |